# Wenceslaus de Heilige
Wenceslaus de Heilige (ca. 905 – Stará Boleslav 28 september 929 of 935) was hertog van Bohemen en is een heilige van de Katholieke Kerk.
Hij werd in 903, 908 of 910 geboren als zoon van Vratislav I van Bohemen. Zijn grootmoeder, de Heilige Ludmilla, gaf hem een christelijke opvoeding. In zĳn jeugd verbleef hĳ in Budeč, waar hĳ in de Sint-Petrus en Pauluskerk het psalmenboek uit zĳn hoofd moest leren. Na de dood van Wenceslaus' vader werd zijn heidense moeder Drahomíra regentes van het hertogdom. Zij voerde een antichristelijk bewind. Het Boheemse volk smeekte Wenceslaus de macht over te nemen. Dat deed hij omstreeks 925 en plaatste het hertogdom onder de protectie van het Duitse Rijk. Op zijn gezag vierde de Kerk in Bohemen de liturgie niet langer in de Byzantijnse ritus, maar in de Latijnse. Wenceslaus was een vroom en deugdzaam man. Zijn liefde voor de eucharistie is legendarisch: het verhaal ging dat hijzelf de tarwe voor hosties zaaide en de druiven voor de miswijn zelf perste. Wenceslaus had de gelofte van maagdelijkheid afgelegd.
In een samenzwering van zijn moeder en zijn broer Boleslav werd hij vermoord op 28 september 935. Zijn lichaam werd in stukken gehakt en begraven op de plaats van de moord. Zijn broer volgde hem op als Boleslav I maar kreeg berouw over zijn misdaad, deed boete en beval de relieken van zijn broer over te brengen naar de Sint-Vituskerk in Praag.
Wenceslaus is de beschermheilige van Bohemen en van Tsjechië. Hij wordt herdacht op 28 september.

## Nagedachtenis
- Het Wenceslausplein in Praag draagt sinds 1848 zijn naam. De zogenaamde Heilige Wenceslaskroon werd pas eeuwen na zijn dood gesmeed.
- In de Sint-Vituskathedraal (Praag) maakte Alfons Mucha in 1929 een gebrandschilderd raam met de afbeeldingen van Wenceslaus en Ludmilla.
- Over de heilige is een Engels kerstlied gemaakt met de naam Good King Wenceslas.